# 埃马纽埃尔·勒贝松
埃马纽埃尔·勒贝松（法語：Emmanuel Lebesson，1988年4月24日—），法国男子乒乓球运动员。他曾在2016年夏季奥林匹克运动会中参加男子单打和男子团体两个项目。2016年10月，他在欧洲乒乓球锦标赛男子单打决赛中击败同胞西蒙·高茨，获得金牌。他還與袁嘉楠搭檔奪得2022年歐洲乒乓球錦標賽混雙金牌。